# Direzione generale Spettacolo
La Direzione generale Spettacolo è la struttura, incardinata presso il Ministero della cultura, deputata allo svolgimento di «funzioni e compiti in materia di arti performative, di spettacolo dal vivo con riferimento alla musica, alla danza, al teatro, ai circhi, allo spettacolo viaggiante ed ai festival teatrali e di promozione delle diversità delle espressioni culturali» (art. 22, DPR 169/2019).

## Storia
La Direzione generale dello spettacolo costituiva inizialmente una delle tre strutture dirigenziali in cui si articolava il Ministero del turismo e dello spettacolo (art. 5, legge 617/1959).
Per effetto del referendum abrogativo del 1993, il dicastero fu soppresso e le relative competenze furono trasferite, mediante un decreto-legge (DL 80/1994), alla Presidenza del Consiglio dei ministri, al cui interno furono istituite apposite strutture dipartimentali, il Dipartimento del turismo (DPCM 12 marzo 1994) e il Dipartimento dello spettacolo (DPCM 12 marzo 1994). Alla mancata conversione del decreto-legge il Governo sopperì ricorrendo di nuovo allo strumento della decretazione d'urgenza, attraverso una serie di decreti-legge costantemente decaduti e reiterati (DL 219/1994, DL 329/1994, DL 477/1994, DL 562/1994, 661/1994, 29/1995), fino ad un definitivo intervento di riordino (DL 97/1995).
Nel 1994, col governo Berlusconi I, le funzioni concernenti il turismo e lo spettacolo furono conferite al Sottosegretario di Stato alla Presidenza del Consiglio dei ministri Gianni Letta, mentre nel 1996, col governo Dini, vennero assegnate a Mario D'Addio (DPCM 10 marzo 1995).
Nel 1996, sotto il governo Prodi I, i compiti in materia di spettacolo furono devoluti al Ministro per i beni e le attività culturali e Vicepresidente del Consiglio Walter Veltroni, al quale furono altresì conferite le funzioni relative allo sport (DPCM 31 maggio 1996).
Nel 1998, le competenze in questione vennero attribuite al nuovo ministero per i beni e le attività culturali; la relativa disciplina, nell'adottare per tale dicastero il modello organizzativo fondato sulle direzioni generali quali strutture di primo livello, richiamava espressamente il settore delle «attività di spettacolo» (d.lgs. 368/1998, art. 6). Tali prerogative furono confermate dalla riforma Bassanini del 1999 (d.lgs. 300/1999, art. 52) e, nel 2000, il regolamento di organizzazione del ministero istituì la Direzione generale per lo spettacolo dal vivo (DPR 441/2000, art. 2).
Nel 2004, il ministero per i beni e le attività culturali fu riorganizzato in dipartimenti (d.lgs. 3/2004). Fu così istituito il Dipartimento per lo spettacolo e lo sport, a sua volta articolato in due direzioni generali: la Direzione generale per il cinema e la Direzione generale per lo spettacolo dal vivo e lo sport (DPR 173/2004, art. 6).
Nel 2006 le competenze in materia di sport furono trasferite al Dipartimento per le politiche giovanili e le attività sportive, incardinato presso la Presidenza del Consiglio (legge 233/2006, art. 19, lett. a). Inoltre, in seguito alla reintroduzione del modello basato sulle direzioni generali (legge 286/2006, art. 1, comma 94), la Direzione generale per lo spettacolo dal vivo e lo sport divenne la struttura ministeriale di primo livello (DPR 233/2007).
La successiva disciplina regolamentare annoverò tra le strutture del dicastero la Direzione generale «Spettacolo» (DPR 171/2014), confermata dai due provvedimenti di riorganizzazione del 2019 (DPR 76/2019, art. 3 e DPR 169/2019, art. 14).

## Organizzazione
La Direzione generale Spettacolo si articola in due uffici dirigenziali di livello non generale centrali. Essi sono stati individuati nei seguenti servizi (DM 28 gennaio 2020):
- servizio I: teatro, danza, attività circensi e spettacolo viaggiante;
- servizio II: musica.

Presso ciascun settore di attività opera una commissione consultiva.
È inoltre operativo l'Osservatorio dello Spettacolo, costituito come unità organizzativa interna alla Direzione generale Cinema.